# Nephele (chi bướm)
Nephele là một chi bướm đêm Cựu Thế giới, chi này thuộc họ Sphingidae.

## Các loài
- Nephele accentifera - (Palisot de Beauvois 1821)
- Nephele aequivalens - (Walker 1856)
- Nephele argentifera - (Walker 1856)
- Nephele bipartita - Butler 1878
- Nephele comma - Hopffer 1857
- Nephele comoroana - Clark 1923
- Nephele densoi - (Keferstein 1870)
- Nephele discifera - Karsch 1891
- Nephele funebris - (Fabricius 1793)
- Nephele hespera - (Fabricius 1775)
- Nephele joiceyi - Clark 1923
- Nephele lannini - Jordan 1926
- Nephele leighi - Joicey & Talbot 1921
- Nephele maculosa - Rothschild & Jordan 1903
- Nephele monostigma - Clark 1925
- Nephele oenopion - (Hubner 1824)
  - Nephele oenopion continentis - Rothschild & Jordan, 1903
  - Nephele oenopion stictica - Rothschild & Jordan, 1903
  - Nephele oenopion transitoria - Turlin, 1996
- Nephele peneus - (Cramer 1776)
- Nephele rectangulata - Rothschild 1895
- Nephele rosae - Butler 1875
  - Nephele rosae illustris - Jordan, 1920
- Nephele subvaria - (Walker 1856)
- Nephele vau - (Walker 1856)
- Nephele xylina - Rothschild & Jordan 1910

## Hình ảnh

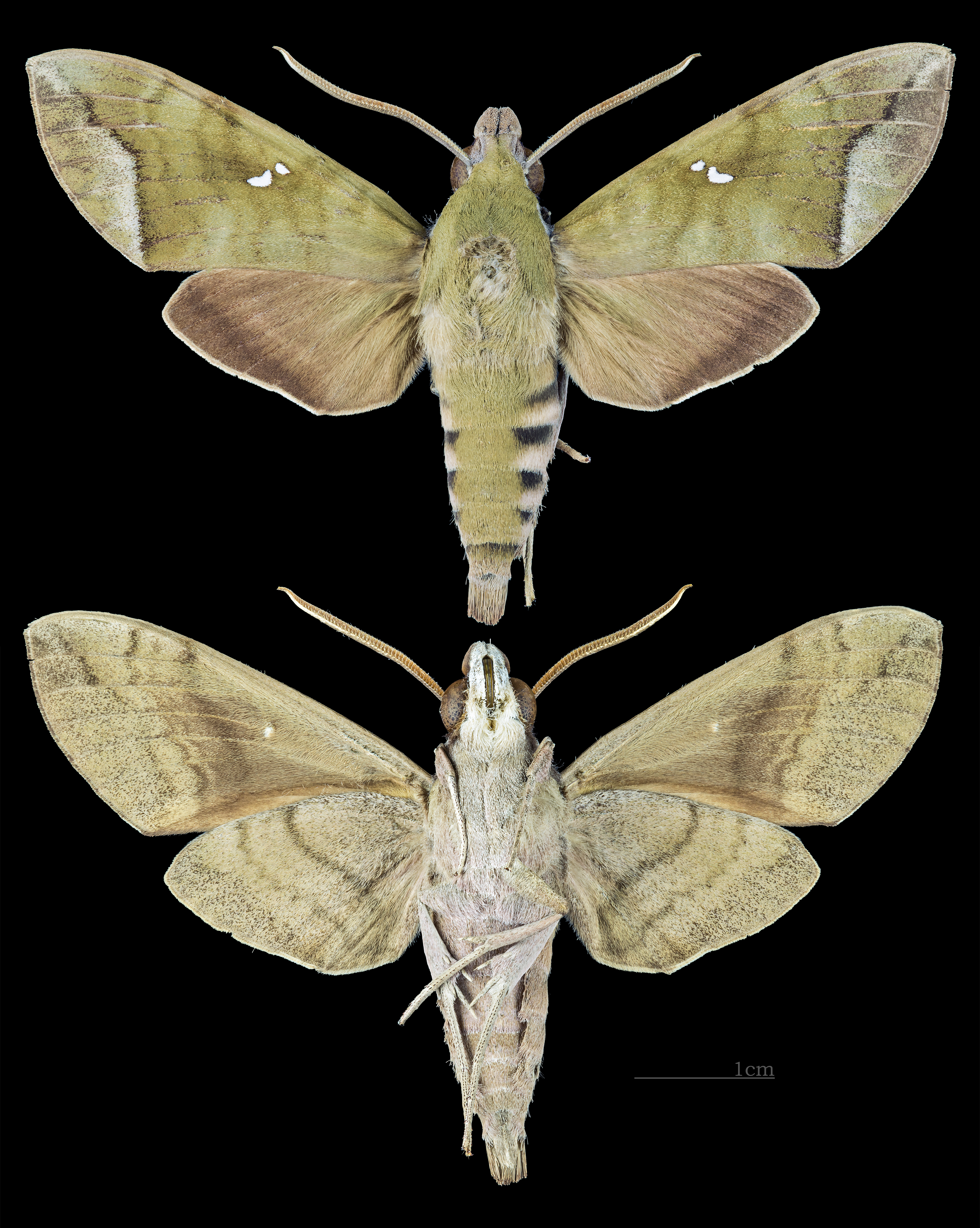
Nephele hespera
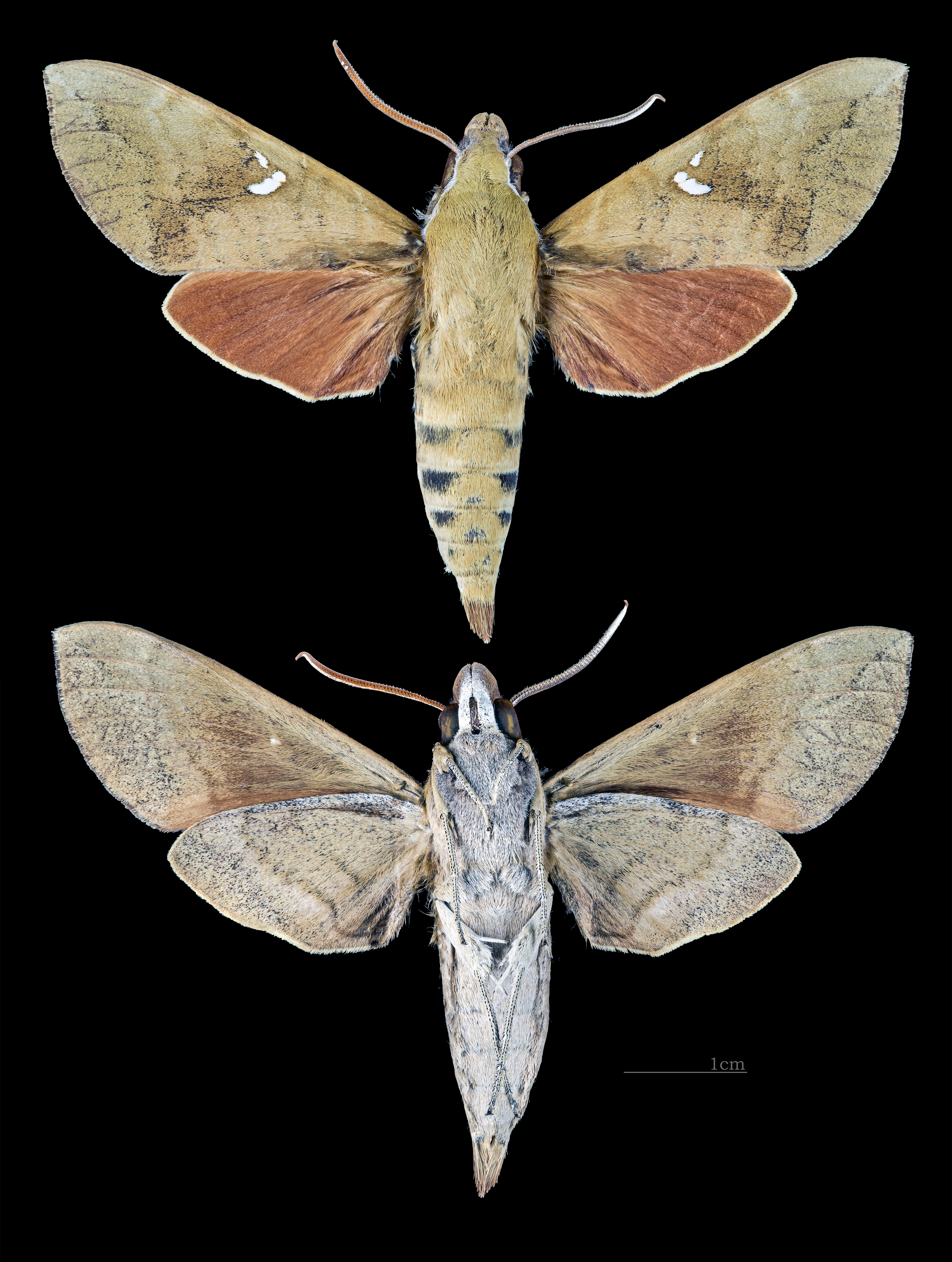
Nephele subvaria